# François de Roubaix
François de Roubaix, född 3 april 1939 i Neuilly-sur-Seine, Frankrike, död 22 november 1975 på Teneriffa, Kanarieöarna, var en fransk musiker och multi-instrumentalist som framförallt skrev filmmusik. Han hade ingen formell musikalisk utbildning utan började studera jazz på eget behåg vid 15 års ålder och lärde sig själv att spela trombon. Mellan 1961 och 1975 komponerade de Roubaix musik till reklamfilmer, kortfilmer, tv-serier och omkring 30 långfilmer, framförallt av regissörerna Robert Enrico och José Giovanni.
François de Roubaix var tidig med att kombinera elektronisk musik, syntar och trummaskiner med inslag av klassisk musik och folkmusik. Han dog i en dykolycka på Teneriffa 1975, 36 år gammal.